# Archie League
Archie William League (Poplar Bluff, Missouri, 19 d'agost de 1907 - Annandale, Virgínia, 1 d'octubre de 1986) és considerat un dels primers controladors de trànsit aeri.
Archie League va ser un mecànic d'aviació que va exercir a la rodalia de Missouri i d'Illinois en una espècie de circ volant ("flying circus" en anglès) abans de començar a controlar el tràfic aeri de St. Louis convertint-se en el primer controlador de tràfic aeri dels Estats Units ja en l'any 1929. Archie va ser contractat en les instal·lacions aeronàutiques de St. Louis a Missouri (avui en dia conegudes com el Lambert-St. Louis International Airport). Abans de ser contractat en les instal·lacions de la torre de ràdio, en aquell moment, era un home que usava unes banderes amb què dirigia el tràfic visualment. Quan la torre de ràdio es va instal·lar a principis dels anys 1930, League es va convertir en el primer controlador aeri que utilitzava la ràdio. En aquella època va intentar aconseguir la llicenciatura en Enginyeria aeroespacial i es va unir als serveis federals el 1937. Va ser director dels serveis de la FAA fins que es va retirar el 1937. Durant prop de 36 anys de carrera va ajudar a desenvolupar els procediments de la "Federal Air Traffic Control". L'associació de controladors de tràfic professionals (NATCA) va crear els Archie League Medal of Safety Awards en honor seu.